# Yojijukugo
 (janvier 2010).
Si vous disposez d'ouvrages ou d'articles de référence ou si vous connaissez des sites web de qualité traitant du thème abordé ici, merci de compléter l'article en donnant les références utiles à sa vérifiabilité et en les liant à la section « Notes et références ».
Le terme de yojijukugo (四字熟語, ou yoji jukugo) désigne une unité lexicale japonaise composée de quatre kanjis. Il s'agit de l'adaptation à la langue japonaise des chengyu chinois, également en quatre hanzi (kanji). On en retrouve également en coréen et vietnamien, deux autres langues ayant utilisé l'écriture chinoise jusqu'au début du XXe siècle.

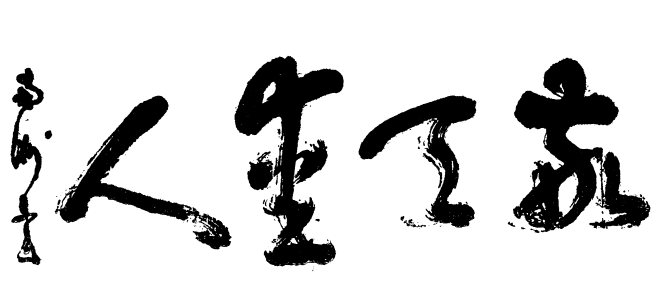
Par Saigō Takamori. « Vénérer le ciel, aimer les gens. »

Quatre saisons (春夏秋冬).

## Définitions et classifications
La définition de yojijukugo est ambigüe car le mot japonais jukugo (熟語) peut signifier « un terme composé de kanjis », ou bien « une expression idiomatique ».
Yojijukugo peut donc se référer au sens large à un terme composé de quatre kanjis. Dans le sens plus strict d'expression idiomatique, le terme se réfère uniquement aux yojijukugo dont le sens ne peut être directement déduit du sens littéral des kanjis qui le composent.
Les yojijukugo sont principalement utilisés à l’écrit.

### Expressions non idiomatiques
Au sens large, les termes composés de quatre kanjis sont des yojijukugo. Il en existe plusieurs milliers de ce type.
Par exemple le mot okunai kin'en (屋内禁煙) « Interdiction de fumer à l'intérieur » est un yojijukugo non idiomatique. 
Il est composé des quatre kanjis suivants :
- oku (屋?) : bâtiment ;
- nai (内?) : dedans ;
- kin (禁?) : interdit ;
- et en (煙?) : fumer.

On peut aussi le voir comme composé de deux mots de deux kanjis : okunai (屋内) et kin'en (禁煙). Mais dans les deux cas, le sens est explicite : il peut être directement déduit du sens littéral de ses composants.
Autres exemples :
- daigaku kyōiku (大学教育?) formé de daigaku (université) et kyōiku (éducation) ;
- kankyō akka (環境悪化?) formé de kankyō (environnement) et akka (détérioration).

Remarque : le terme yojijukugo est lui-même un yojijukugo (c'est un autonyme).
Cette catégorie regroupe aussi de nombreux slogans politiques qui étaient notamment en vogue à l'ère Meiji. Par exemple :
- sonnō jōi (尊王攘夷?) : « Révérer l'empereur, expulser les barbares », slogan du XIXe siècle ;
- ou bunmei-kaika (文明開化?) : « Civilisation et illumination », slogan d'un mouvement d'occidentalisation durant l'ère Meiji.

### Expressions idiomatiques
A contrario, il existe des yojijukugo dont le sens n'est pas littéral, mais qui sont idiotismes avec une signification propre. Les dictionnaires qui listent les yojijukugo font référence à cette catégorie.
Par exemple, umisenyamasen (海千山千) dont le sens littéral est « mer 1 000, montagne 1 000 », signifie en fait « rusé comme un vieux renard » ; le sens découlerait d'un vieil adage qui dit qu'un serpent passe un millénaire sous les flots puis un autre dans les montagnes avant de devenir un dragon. Le sous-entendu est qu'une personne avec une telle expérience saurait gérer de façon habile tous types de situations.
Beaucoup de ces yojijukugo idiomatiques furent empruntés à la littérature classique chinoise : ils sont dans ce cas à rapprocher des chéngyǔ, idiotismes proverbiaux chinois qui sont le plus souvent aussi composés de quatre sinogrammes. Ils ont d'ailleurs pour nombre d'entre eux la même signification (à défaut de leurs prononciations).
D'autres yojijukugo dérivent de la littérature et des textes bouddhiques, ou encore, ont été transposés depuis d'autres langues. Ainsi, issekinichō (一石二鳥, littéralement « une pierre, deux oiseaux ») : « faire d'une pierre deux coups ». Le terme fut repris du proverbe anglais « Killing two birds with one stone ».
Cependant de nombreux yojijukugo sont d'origine purement japonaise, et issus de vieilles coutumes et proverbes japonais, ou d'éléments historiques et sociaux japonais. 
Par exemple, ichi-go ichi-e (一期一会, littéralement « une vie, une rencontre ») : « Dans la vie, chaque expérience est unique. » Il s'agit d'un terme lié au concept zen d'impermanence. Il est souvent calligraphié dans la cérémonie du thé pour rappeler aux participants que chaque cérémonie est une rencontre unique. Il est aussi repris dans l'enseignement des arts martiaux nippons pour préconiser de ne pas interrompre un mouvement, même raté, car il n'y a pas de seconde chance dans un combat réel.